# Abdulmecid II
Abdul Mejid II (còn được gọi là Abdulmecid II) (29 tháng 5 năm 1868 - 23 tháng 8 năm 1944) là một thành viên của nhà Ottoman nước Thổ Nhĩ Kỳ. Là con trai của hoàng đế của Đế quốc Ottoman, Abdul Aziz. Abdul Mejid II là vị khalip (vua của các nước Hồi giáo) thứ 101 và cuối cùng của đạo Hồi, kể từ thời khalip Abu Bakar. Abdul Mejid về sau cũng được biết như một họa sĩ.
Abdul Mejid II sinh năm 1868, là con của Abdul Aziz. Kể từ năm 1453, hay chính xác hơn là 1517, các hoàng đế nhà Ottoman [vốn đã giữ ngôi vị padishah (vương chủ) hay đại Sultan (hoàng đế)] giữ thêm ngôi vị Khalip. Năm 1923, nước Cộng hòa Thổ Nhĩ Kỳ ra đời, và vị sultan Ottoman cuối cùng, Mehmed VI thoái vị, nhưng ngôi khalip được truyền cho người em họ, Abdul Mejid II. Abdul Mejid II giữ ngôi khalip cho đến năm 1924 thì bị lật đổ bởi Đại hội Quốc gia Thổ Nhĩ Kỳ, theo lệnh của tổng thống Mustafa Kemal Ataturk.
Ngày 23 tháng 8 năm 1944, Abdul Mejid II tạ thế tại tư gia nằm trên đại lộ Suchet, Quận 16, Paris, Pháp. Sau đó thi hài ông đã được mang về và đã được chôn cất ở Medina, Ả Rập Xê Út.